# Phoradendron reichenbachianum
Phoradendron reichenbachianum är en sandelträdsväxtart som först beskrevs av Berthold Carl Seemann, och fick sitt nu gällande namn av Oliver. Phoradendron reichenbachianum ingår i släktet Phoradendron och familjen sandelträdsväxter. Inga underarter finns listade i Catalogue of Life.